# Chilperich Akvitánský
Chilperich Akvitánský (7. století? – 632), syn Chariberta II. a vnuk Chlothara II., byl v roce 632 dílčím králem Akvitánie.
Když Chlothar II. v roce 629 zemřel, vlády se ujal jeho syn Charibert II., který pod tlakem neustrijské šlechty přenechal království Neustrie a Burgundska svému bratru Dagobertovi I., který již v roce 623 získal vládu nad Austrasií. Sám se stal dílčím králem v Akvitánii se sídlem v Toulouse. Když Charibert dne 8. dubna 632 ve věku 18 let náhle zemřel, na trůn nastoupil jeho velmi mladý syn Chilperich Akvitánský.
Fredegarova kronika uvádí, že ještě téhož roku byl Chilperich zavražděn svým strýcem Dagobertem I. Přestože kronika líčí Dagoberta velmi negativně, není toto tvrzení považované za věrohodné, ale je velmi pravděpodobné, že Dagobert dal Chilpericha odstranit, protože usiloval o moc nad celou Franskou říší.
Chilperic byl pohřben vedle svého otce v bazilice Saint-Romain v Blaye.